# Лессон, Рене Примевер
Рене́ Примеве́р Лессо́н (фр. René Primevère Lesson; 20 марта 1794, Рошфор — 28 апреля 1849, Рошфор) — французский врач и натуралист.
Лессон служил хирургом в период Наполеоновских войн на различных французских военных кораблях. В 1820-е годы в качестве корабельного врача он принял участие в двух многолетних исследовательских экспедициях в Новую Гвинею. В этих поездках Лессон исследовал природу, проявляя особенный интерес к орнитологии. После своего возвращения в Париж он опубликовывал доклад о своих поездках, где представил общественности результаты своего коллекционирования в четырёх больших статьях.
С 1832 году он вернулся на службу во французском военно-морском флоте в Рошфор. Свой опыт хирурга морского флота он изложил в 1833 году в справочнике «Manuel d’Histoire Naturelle Médicale et de Pharmacologie».

## Труды
- Manuel d'ornithologie, ou Description des genres et des principales espèces d'oiseaux, deux volumes, 1828.
- Traité d'ornithologie, ou Tableau méthodique des ordres, sous-ordres, familles, tribus, genres, sous-genres et races d'oiseaux, 1831.
- Manuel d'Histoire Naturelle Médicale et de Pharmacologie, 1833
- Voyage autour du monde, entrepris par ordre du gouvernement sur la Corvette La Coquille, Pourrat frères (Paris), 1838-1839.
- Instinct et singularités de la vie des Animaux Mammifères, Paulin (Paris), 1842.
- Description de mammifères et d'oiseaux récemment découverts; précédée d'un Tableau sur les races humaines, 1847.
- Histoire naturelle des zoophytes. Acalèphes, Roret (Paris), 1843.